# Max Zillibiller
Max Zillibiller (* 7. Dezember 1896 in Aschau im Chiemgau; † 17. November 1970 in Hindelang) war ein bayerischer Politiker.

## Leben
Max Zillibiller, Sohn des wohlhabenden Kommerzienrates Albert Zillibiller, besuchte in Ettal das Gymnasium bis zur Unterprima (heute: Jahrgangsstufe 12) und nahm dann als Kriegsfreiwilliger von 1914 bis 1918 am Ersten Weltkrieg teil. Parallel schrieb er sich an der Universität München an der Staatswirtschaftlichen Fakultät im Fach Nationalökonomie ein. Während des Krieges diente er im 1. Schwere Reiter-Regiment „Prinz Karl von Bayern“ sowie einer Nachrichtenabteilung. Er wurde bis zum Leutnant der Reserve befördert und mit dem Eisernen Kreuz, II. Klasse sowie dem bayerischen Militärverdienstorden III. und IV. Klasse mit Schwertern ausgezeichnet.
Nach dem Krieg wechselte er das Studienfach und studierte Rechtswissenschaften in München. Er wurde Mitglied des AStA sowie 1919 des revolutionären Hochschulrats. Nach Niederschlagung der Münchner Räterepublik im Mai 1919 wurde Zillibiller Anfang 1920 zu eineinhalb Jahren Festungshaft verurteilt, aus der er jedoch bereits nach fünf Monaten wieder entlassen wurde. Das Disziplinarverfahren der Universität München endete mit einem Studierverbot. Daraufhin wurde er Landwirt und gründete 1921 im oberbayerischen Rachertsfelden bei Pittenhart eine Landkommune. Peter Zimmermann zitiert in seiner Dissertation Theodor Haubach (1896–1945). Eine politische Biographie Zillibillers Tagebuchnotizen über die Arbeit mit Jugendlichen aus dem Proletariat, denen der Student „den Mitgenuß an den Schönheiten der Natur, der Kunst und Literatur“ verschaffen wollte. 1924 heiratete er Ottilie Riedel, mit der er fünf Kinder bekam, darunter auch den Skirennläufer Karl Zillibiller. Nachdem sein Vater gestorben war, übernahm er dessen Betrieb in Hindelang, der aus einer Käsefabrikation und einem Großhandel mit Landwirtschaftsprodukten bestand und den er von 1933 bis 1945 betrieb.
Max Zillibillers politische Karriere nahm nach dem Ende des Zweiten Weltkriegs einen Aufstieg. Damals setzte ihn die französische Besatzungsmacht als Bürgermeister in Hindelang ein, da er politisch nicht vorbelastet war. Außerdem wurde er – seit 1946 CSU-Mitglied – Mitglied der Verfassunggebenden Landesversammlung und anschließend des ersten Bayerischen Landtags nach dem Krieg. Er gehörte dem Landtag dann vier Legislaturperioden lang an. Max Zillibiller war ab 1951 Mitglied und von 1955 bis 1965 Vorsitzender des Rundfunkrats des Bayerischen Rundfunks, außerdem war er Aufsichtsrat des Sozialwirtschaftswerks Sonthofen und Mitglied des Kreistags des Landkreises Sonthofen.
Am 21. April 1954 war Zillibiller unter jenen Landtagsabgeordneten, die eine Ansprache von Moša Pijade im Bayerischen Rundfunk kurzfristig vom Programm absetzten, nachdem dieser in einem Flugblatt als Hasser der katholischen Kirche dargestellt worden war.
1959 lehnte Zillibiller den bayerischen Verdienstorden ab. Er begründete dies mit dem Hinweis, im Landtag gegen das Ordensgesetz gestimmt zu haben.
1966 wurde Zillibiller zum Ehrenbürger des Marktes Hindelang ernannt.